# リトルロックレコーズ
リトルロックレコーズ（LITTLE ROCK RECORDS）は、高知県四万十市中村に所在する日本のインディーズレーベル。海外バンドをはじめとするアーティストが所属する。

## 沿革
2004年8月にLITTLE ROCK RECORDSを設立。レーベルアーティスト第一弾は、高知在住の高校生バンド、HARD STEPのミュージックビデオ「E.O.F.」を高知県限定でリ リースし、CDショップで話題となり高セールスを記録。2005年には代表自ら発掘した関西のパンクバンド、兎キックと契約し、レーベルとしては初となる、全国発売第一弾として、アルバム「BUNNY BOY」のリリースを手がけ、 モバイル 着うたサイトでは、ダウンロードアーティストランキング、ダウンロード曲別ランキングで、兎キックが1位2位を独占し、レーベルのバンドを見る目の確かさをいきなり証明させた。2006年には、海外アーティスト第一弾としてUSロックバンド、A STEP BEHINDの日本デビューアルバム「Since We Can't Have Forever」をリリースし全国でスマッシュヒットを記録。2010年にはカナダのパンクバンドLost Deliveriesの日本デビューアルバム「ENTERTAINMENT SYSTEM」をリリース、アルバムのリード曲「HAVE A GOOD LIFE」がTOKYO FMのブランニューソングを獲得し大量オンエアされ話題となった。2012年には、イギリスの歌手、コニー・タルボットとマネジメント契約を締結し、同年12月に、配信シングル「Sail Away」をリリースし大きな話題となり2013年10月3日には、ソニー・コンピュータエンタテインメントより発売の、PlayStation 3用新作タイトル「rain」の主題歌をコニー・タルボットが担当し世界的な話題となった。

## プロダクション概要
- 社名：LITTLE ROCK RECORDS
- 所在地：高知県四万十市中村
- 沿革：2004年8月設立

## 所属アーティスト
- Connie Talbot（イギリス）
- Lost Deliveries（カナダ）
- ROCKETT QUEEN（アメリカ）
- A STEP BEHIND（アメリカ）
- DEMOLITION（アメリカ）
- 兎キック（日本）
- HARD STEP（日本）